# Giro d'Italia 2014
Giro d'Italia 2014 var den 97. udgave af verdens næststørste etapeløb, Giro d'Italia. 2014 udgaven begyndte den 10. maj i Belfast i Nordirland

## Deltagere
På grund af, at Giro d'Italia er en del af UCI World Tour, var alle 18 UCI ProTour-hold automatisk inviteret og forpligtet til at sende et hold. Derudover inviterede arrangøren RCS Sport yderlige fire hold til løbet. Dermed blev der i alt 198 ryttere i feltet med ni på hvert hold.
UCI ProTour hold
● Ag2r-La Mondiale
● Astana Team
● Belkin Pro Cycling Team
● BMC Racing Team
● Cannondale Pro Cycling Team
● FDJ.fr
● Garmin-Sharp
● Lampre-Merida
● Lotto-Belisol
● Team Movistar
● Omega Pharma-Quick Step
● Orica-GreenEDGE
● Team Europcar
● Giant-Shimano
● Team Katusha
● Team Sky Procycling
● Team Tinkoff-Saxo
● Trek Factory Racing
UCI Professionel Kontinental hold
● Androni Giocattoli
● Bardiani Valvole-CSF Inox
● Team Columbia
● Neri Sottoli

## Etaper
| Etape | Dato    | Startby            | Målby               | Km       | Sværhedsgrad | Type       | Type            | Etapevinder            | Den rosa trøje         |
| ----- | ------- | ------------------ | ------------------- | -------- | ------------ | ---------- | --------------- | ---------------------- | ---------------------- |
| 1     | 9. maj  | Belfast            | Belfast             | 21,7     | [ 2 ]        | Tempo      | Holdenkeltstart | Orica-GreenEDGE        | Svein Tuft (OGE)       |
| 2     | 10. maj | Belfast            | Belfast             | 219      | [ 3 ]        | Flad       | Flad            | Marcel Kittel (GIA)    | Michael Matthews (OGE) |
| 3     | 11. maj | Armagh             | Dublin              | 187      | [ 4 ]        | Flad       | Flad            | Marcel Kittel (GIA)    | Michael Matthews (OGE) |
| H     | 12. maj | Hviledag           | Hviledag            | Hviledag | Hviledag     | Hviledag   | Hviledag        | Hviledag               | Hviledag               |
| 4     | 13. maj | Giovinazzo         | Bari                | 112      | [ 5 ]        | Flad       | Flad            | Nacer Bouhanni (FDJ)   | Michael Matthews (OGE) |
| 5     | 14. maj | Taranto            | Viggiano            | 203      | [ 6 ]        | Kuperet    | Kuperet         | Diego Ulissi (LAM)     | Michael Matthews (OGE) |
| 6     | 15. maj | Sassano            | Monte Cassino       | 247      | [ 7 ]        | Kuperet    | Kuperet         | Michael Matthews (OGE) | Michael Matthews (OGE) |
| 7     | 16. maj | Frosinone          | Foligno             | 211      | [ 8 ]        | Flad       | Flad            | Nacer Bouhanni (FDJ)   | Michael Matthews (OGE) |
| 8     | 17. maj | Foligno            | Montecopiolo        | 179      | [ 9 ]        | Kuperet    | Kuperet         | Diego Ulissi (LAM)     | Cadel Evans (BMC)      |
| 9     | 18. maj | Lugo               | Sestola             | 172      | [ 10 ]       | Kuperet    | Kuperet         | Pieter Weening (OGE)   | Cadel Evans (BMC)      |
| H     | 19. maj | Hviledag           | Hviledag            | Hviledag | Hviledag     | Hviledag   | Hviledag        | Hviledag               | Hviledag               |
| 10    | 20. maj | Modena             | Salsomaggiore Terme | 173      | [ 11 ]       | Flad       | Flad            | Nacer Bouhanni (FDJ)   | Cadel Evans (BMC)      |
| 11    | 21. maj | Collecchio         | Savona              | 249      | [ 12 ]       | Kuperet    | Kuperet         | Michael Rogers (TCS)   | Cadel Evans (BMC)      |
| 12    | 22. maj | Barbaresco         | Barolo              | 41,9     | [ 13 ]       | Tempo      | Enkeltstart     | Rigoberto Urán (OPQ)   | Rigoberto Urán (OPQ)   |
| 13    | 23. maj | Fossano            | Rivarolo Canavese   | 157      | [ 14 ]       | Flad       | Flad            | Marco Canola (COG)     | Rigoberto Urán (OPQ)   |
| 14    | 24. maj | Agliè              | Oropa               | 164      | [ 15 ]       | Bjergetape | Bjergetape      | Enrico Battaglin (COG) | Rigoberto Urán (OPQ)   |
| 15    | 25. maj | Valdengo           | Montecampione       | 225      | [ 16 ]       | Bjergetape | Bjergetape      | Fabio Aru (AST)        | Rigoberto Urán (OPQ)   |
| H     | 26. maj | Hviledag           | Hviledag            | Hviledag | Hviledag     | Hviledag   | Hviledag        | Hviledag               | Hviledag               |
| 16    | 27. maj | Ponte di Legno     | Val Martello        | 138      | [ 17 ]       | Bjergetape | Bjergetape      | Nairo Quintana (MOV)   | Nairo Quintana (MOV)   |
| 17    | 28. maj | Sarnonico          | Vittorio Veneto     | 208      | [ 18 ]       | Flad       | Flad            | Stefano Pirazzi (COG)  | Nairo Quintana (MOV)   |
| 18    | 29. maj | Belluno            | Rifugio Panarotta   | 171      | [ 19 ]       | Bjergetape | Bjergetape      | Julián Arredondo (TFR) | Nairo Quintana (MOV)   |
| 19    | 30. maj | Bassano del Grappa | Cima Grappa         | 26,8     | [ 20 ]       | Tempo      | Enkeltstart     | Nairo Quintana (MOV)   | Nairo Quintana (MOV)   |
| 20    | 31. maj | Maniago            | Monte Zoncolan      | 167      | [ 21 ]       | Bjergetape | Bjergetape      | Michael Rogers (TCS)   | Nairo Quintana (MOV)   |
| 21    | 1. juni | Gemona del Friuli  | Trieste             | 172      | [ 22 ]       | Flad       | Flad            | Luka Mezgec (GIA)      | Nairo Quintana (MOV)   |

## Trøjerne dag for dag
| Etape  | Vinder           | Rosa trøje Maglia rosa | Pointtrøje Maglia rosso passione | Bjergtrøje Maglia azzurra | Ungdomstrøje Maglia bianca | Holdkonkurrence Trofeo Fast Team |
| 1      | Orica-GreenEDGE  | Svein Tuft             | ingen uddeling                   | ingen uddeling            | Luke Durbridge             | Orica-GreenEDGE                  |
| 2      | Marcel Kittel    | Michael Matthews       | Marcel Kittel                    | Maarten Tjallingii        | Michael Matthews           | Orica-GreenEDGE                  |
| 3      | Marcel Kittel    | Michael Matthews       | Marcel Kittel                    | Maarten Tjallingii        | Michael Matthews           | Orica-GreenEDGE                  |
| 4      | Nacer Bouhanni   | Michael Matthews       | Nacer Bouhanni                   | Maarten Tjallingii        | Michael Matthews           | Orica-GreenEDGE                  |
| 5      | Diego Ulissi     | Michael Matthews       | Elia Viviani                     | Maarten Tjallingii        | Michael Matthews           | Astana Team                      |
| 6      | Michael Matthews | Michael Matthews       | Elia Viviani                     | Michael Matthews          | Michael Matthews           | BMC Racing Team                  |
| 7      | Nacer Bouhanni   | Michael Matthews       | Nacer Bouhanni                   | Michael Matthews          | Michael Matthews           | BMC Racing Team                  |
| 8      | Diego Ulissi     | Cadel Evans            | Nacer Bouhanni                   | Julián Arredondo          | Rafal Majka                | BMC Racing Team                  |
| 9      | Pieter Weening   | Cadel Evans            | Nacer Bouhanni                   | Julián Arredondo          | Rafal Majka                | Omega Pharma-Quick Step          |
| 10     | Nacer Bouhanni   | Cadel Evans            | Nacer Bouhanni                   | Julián Arredondo          | Rafal Majka                | Omega Pharma-Quick Step          |
| 11     | Michael Rogers   | Cadel Evans            | Nacer Bouhanni                   | Julián Arredondo          | Rafal Majka                | Omega Pharma-Quick Step          |
| 12     | Rigoberto Urán   | Rigoberto Urán         | Nacer Bouhanni                   | Julián Arredondo          | Rafal Majka                | Omega Pharma-Quick Step          |
| 13     | Marco Canola     | Rigoberto Urán         | Nacer Bouhanni                   | Julián Arredondo          | Rafal Majka                | Omega Pharma-Quick Step          |
| 14     | Enrico Battaglin | Rigoberto Urán         | Nacer Bouhanni                   | Julián Arredondo          | Rafal Majka                | Omega Pharma-Quick Step          |
| 15     | Fabio Aru        | Rigoberto Urán         | Nacer Bouhanni                   | Julián Arredondo          | Rafal Majka                | Omega Pharma-Quick Step          |
| 16     | Nairo Quintana   | Nairo Quintana         | Nacer Bouhanni                   | Julián Arredondo          | Nairo Quintana             | Ag2r-La Mondiale                 |
| 17     | Stefano Pirazzi  | Nairo Quintana         | Nacer Bouhanni                   | Julián Arredondo          | Nairo Quintana             | Ag2r-La Mondiale                 |
| 18     | Julián Arredondo | Nairo Quintana         | Nacer Bouhanni                   | Julián Arredondo          | Nairo Quintana             | Ag2r-La Mondiale                 |
| 19     | Nairo Quintana   | Nairo Quintana         | Nacer Bouhanni                   | Julián Arredondo          | Nairo Quintana             | Ag2r-La Mondiale                 |
| 20     | Michael Rogers   | Nairo Quintana         | Nacer Bouhanni                   | Julián Arredondo          | Nairo Quintana             | Ag2r-La Mondiale                 |
| 21     | Luka Mezgec      | Nairo Quintana         | Nacer Bouhanni                   | Julián Arredondo          | Nairo Quintana             | Ag2r-La Mondiale                 |
| Vinder | -                | Nairo Quintana         | Nacer Bouhanni                   | Julián Arredondo          | Nairo Quintana             | Ag2r-La Mondiale                 |

### Samlet klassement
Samlet klassement
| Nr | Navn               | Hold                    | Tid         |
| -- | ------------------ | ----------------------- | ----------- |
| 1  | Nairo Quintana     | Team Movistar           | 88h 14' 32" |
| 2  | Rigoberto Urán     | Omega Pharma-Quick Step | + 2' 58"    |
| 3  | Fabio Aru          | Astana Team             | + 4' 04"    |
| 4  | Pierre Rolland     | Team Europcar           | + 5' 26"    |
| 5  | Domenico Pozzovivo | Ag2r-La Mondiale        | + 6' 32"    |
| 6  | Rafal Majka        | Team Tinkoff-Saxo       | + 7' 04"    |
| 7  | Wilco Kelderman    | Belkin Pro Cycling Team | + 11' 00"   |
| 8  | Cadel Evans        | BMC Racing Team         | + 11' 51"   |
| 9  | Ryder Hesjedal     | Garmin-Sharp            | + 13' 35"   |
| 10 | Robert Kišerlovski | Trek Factory Racing     | + 15' 49"   |

### Pointtrøjen
Point konkurrencen
| Nr | Navn             | Hold                        | Point |
| -- | ---------------- | --------------------------- | ----- |
| 1  | Nacer Bouhanni   | FDJ.fr                      | 291   |
| 2  | Giacomo Nizzolo  | Trek Factory Racing         | 265   |
| 3  | Roberto Ferrari  | Lampre-Merida               | 186   |
| 4  | Elia Viviani     | Cannondale Pro Cycling Team | 174   |
| 5  | Ben Swift        | Team Sky                    | 135   |
| 6  | Luka Mezgec      | Giant-Shimano               | 128   |
| 7  | Enrico Battaglin | Bardiani Valvole-CSF Inox   | 108   |
| 8  | Tyler Farrar     | Garmin-Sharp                | 103   |
| 9  | Cadel Evans      | BMC Racing Team             | 96    |
| 10 | Tim Wellens      | Lotto-Belisol               | 94    |

### Bjergtrøjen
Bjerg konkurrencen
| Nr | Navn              | Hold                | Point |
| -- | ----------------- | ------------------- | ----- |
| 1  | Julián Arredondo  | Trek Factory Racing | 173   |
| 2  | Dario Cataldo     | Team Sky            | 132   |
| 3  | Nairo Quintana    | Team Movistar       | 88    |
| 4  | Tim Wellens       | Lotto-Belisol       | 79    |
| 5  | Robinson Chalapud | Team Columbia       | 73    |
| 6  | Jonathan Monsalve | Neri Sottoli        | 68    |
| 7  | Fabio Aru         | Astana Team         | 57    |
| 8  | Pierre Rolland    | Team Europcar       | 46    |
| 9  | Jarlinson Pantano | Team Columbia       | 43    |
| 10 | Franco Pellizotti | Androni Giocattoli  | 42    |

### Ungdomstrøjen
Ungdoms trøjen
| Nr | Navn            | Hold                    | Tid          |
| -- | --------------- | ----------------------- | ------------ |
| 1  | Nairo Quintana  | Team Movistar           | 88h 14' 32"  |
| 2  | Fabio Aru       | Astana Team             | + 4' 04"     |
| 3  | Rafal Majka     | Team Tinkoff-Saxo       | + 7' 04"     |
| 4  | Wilco Kelderman | Belkin Pro Cycling Team | + 11' 00"    |
| 5  | Sebastián Henao | Team Sky                | + 56' 24"    |
| 6  | Georg Preidler  | Giant-Shimano           | + 1h 05' 03" |
| 7  | Mikel Landa     | Astana Team             | + 1h 23' 06" |
| 8  | Marc Goos       | Belkin Pro Cycling Team | + 1h 30' 43" |
| 9  | Jan Polanc      | Lampre-Merida           | + 1h 45' 31" |
| 10 | Paweł Poljański | Team Tinkoff-Saxo       | + 2h 04' 29" |

### Holdkonkurrencen
Holdkonkurrencen
| Nr | Hold                    | Tid          |
| -- | ----------------------- | ------------ |
| 1  | Ag2r-La Mondiale        | 264h 30' 55" |
| 2  | Omega Pharma-Quick Step | + 19' 32"    |
| 3  | Team Tinkoff-Saxo       | + 27' 12"    |
| 4  | BMC Racing Team         | + 1h 08' 24" |
| 5  | Team Movistar           | + 1h 13' 52" |
| 6  | Astana Team             | + 1h 26' 51" |
| 7  | Team Sky                | + 1h 28' 05" |
| 8  | Lampre-Merida           | + 1h 47' 02" |
| 9  | Team Europcar           | + 2h 04' 31" |
| 10 | Trek Factory Racing     | + 2h 14' 58" |